# Гостешево
Гостешево (рос. Гостешево) — село в Жуковському районі Калузької області Російської Федерації.
Населення становить 31 особу. Входить до складу муніципального утворення Село Троїцьке.

## Історія
Від 2004 року входить до складу муніципального утворення Село Троїцьке

## Населення
| 2002 | 2010 |
| ---- | ---- |
| 48   | ↘31  |